# Albert Le Normand
Albert Le Normand, né le 15 mai 1915 à La Roche-Vineuse (Saône-et-Loire) et mort le 1er avril 2013 à Mâcon, est un peintre et tapissier français.

## Biographie
Albert Le Normand nait le 14 mai 1915, en Mâconnais, dans une famille de musiciens.
Il est élève au lycée Lamartine de Mâcon. Le 10 octobre 1932, il entre en classe de principes à l’École nationale supérieure des beaux-arts de Lyon, il y est étudiant jusqu'en 1937. Il est dans la classe de Georges Descote.
De 1936 à 1938, il étudie à l'école nationale supérieure des beaux-arts de Paris. Il termine sa formation à l'Académie Julian, auprès de Jean Souverbie. En 1938, il effectue son service militaire à Dijon, puis à Montpellier, au Moyen-Orient, à Alger, à Alexandrie, à Haïfa, à Beyrouth, puis à Damas, puis Tripoli.
En 1940, il adhère au groupe témoignage fondé par Marcel Michaud. Il fonde avec d'autres artistes l'Académie du Minotaure à Lyon.
Il participe aux rencontres de Résonnance, on le voit sur une photo prise en 1955 par Marcelle Vallet.

### Activité de professeur
De 1956 à 1960, il est professeur d'art mural à l'École nationale des beaux-arts de Nancy.
En 1961-64, professeur de chromatologie à l'école des Beaux-arts de Besançon.
En 1965, il est professeur de fresque à l'école d'art américain de Fontainebleau.
En 1966, il est professeur de fresque à l'École nationale supérieure des beaux-arts de Paris et l'université Panthéon-Sorbonne.
En 1967, il est professeur de chromatologie à l'école Estienne. Il est aussi conseiller du centre d'Études de musique Orientale (institut de musicologie de l'université de Paris1-Sorbonne).

### Style
Excellent dessinateur, "L'iconographie mélange sa propre fantaisie à une forme de surréalisme ésotérique" explique Marie Lapalus dans son introduction à l'exposition de 2006.
Il découvre la chromatologie auprès de Souverbie.
S'intéressant à l'hindouisme, il effectue plus d'une vingtaine de voyages en Inde durant les années 1970, 1980 et 1990. Il réalise des mandalas inspirant la méditation.
Il meurt le 1er avril 2013, à Mâcon.

## Œuvres
On rencontre ses peintures et ses tapisseries dans divers musées de France et de l’étranger, notamment dans les collections publiques du Musée  d'Art Moderne de Paris, du Musée des Beaux-arts de Lyon. du Fonds National d'Art Contemporain, du Musée d'art moderne et contemporain de Saint-Étienne.
Il fait partie des décorateurs qui conçoivent les vitraux pour l'église Saint-Rémy de Baccarat.
Il a fait des fresques, des mosaïques.
Il a créé des décors et costumes de théâtre des Célestins à Lyon, l'Opéra de Paris, les Ballets de Paris, etc..

### Écrits et conférences
Du spirituel en art à la lumière de l'expérience chromatologique ; Introduction à la chromatologie. Le livre d'or de la couleur.

## Expositions
Il expose tapisseries et tableaux au Luxembourg, en République fédérale d'Allemagne, au Royaume-Uni, aux Pays-Bas, au Japon, au Maroc, au Brésil, au Canada... Il participe à nombre d'expositions, notamment :
En 1941 et en 1942, il expose au Salon du Sud-Est à Lyon.
1955-1956, expositions de tapisseries à Marseille, musée Cantini; à Lyon, musée des Beaux-Arts.
1957, Salon d'Automne à Paris.
1960, Biennale de Venise.
En 2006, il expose 46 œuvres aux Musée des Ursulines de Mâcon.

## Distinctions
- Chevalier des Arts et des lettres[10]